# 賀茂在昌
賀茂 在昌（かも の あきまさ）は、戦国時代から安土桃山時代にかけての公家・陰陽師。洗礼名はマノエル（Manoel）。正二位・勘解由小路在富の子。官位は従四位下・陰陽頭。

## 未解明な点
賀茂在昌については史料が少なく、未だ実態が定かになっていない。

### 勘解由小路在昌
在昌は賀茂朝臣姓勘解由小路家の子息であるが、当主を嗣いだかどうかは定かでない。「勘解由小路 在昌（かでのこうじ あきまさ）」と名乗った記録が無いためである。一方、在昌の息子である可能性がある在信は、「勘解由小路在信」という名で史料に残っている。

### キリシタン陰陽師
在昌の最も特筆すべき点として、「キリシタンになった陰陽師」として知られる。しかし、キリシタン文献に記された「Manoel Aqui Marza」・「Aquimasadono」といった人物と、日本側の史料に残る「賀茂在昌」が同一人物であるという確証は得られていない。ただ、時代的に符合し、ルイス・フロイスの書き遺した『日本史』に「日本で最高の天文学者（Astrolog）の一人で公家でありはなはだ高貴なAquimasadonoという人物」という記述があること、これに該当し「アキマサ」という名前である人物は同時代に他に確認されていないことから、同一人物である可能性は否定できない。当記事では、「Manoel Aqui Marza」・「Aquimasadono」と「賀茂在昌」が同一人物であるという仮定に基づいて記す。

## 経歴

### 生まれ育ち
在昌は、家祖賀茂忠行・賀茂保憲以来、朝廷の陰陽寮にて陰陽道ことに暦道を司ってきた陰陽道宗家の一翼・賀茂朝臣氏嫡流勘解由小路家の当主・勘解由小路在富の子として生まれた。『歴名土代』には、「故在富卿子実」と記されており、何某かからの養子である可能性も指摘されている。
没年と享年から逆算すると、 永正17年（1520年）あるいは永正16年（1519年）に生まれたことになる。『耶蘇会士日本通信』の記述によると、山口の生まれという。山口には勘解由小路家の所領があり、当時山口を治めていた戦国大名大内氏と勘解由小路家は密接な関わりがあった。
在富は、弟・勘解由小路在康の子であり甥にあたる在種を養子としたが、天文20年（1551年）3月14日、21歳にて在種は在富の手によって「横死」させられた。かくして在昌は、在富の唯一の息子となった。

### キリシタンとして
在昌は、永禄2年12月（ユリウス暦1560年1月）、ガスパル・ヴィレラらの上洛の折に逗留地を訪れ、伴天連達の天文学の知識に感銘を受けたことをきっかけとして、洗礼を受けキリシタンとなった。
さらに永禄7年（1564年）末には、妻子を連れて京を出奔して、豊後府内に下向した。豊後に向かう道中、伊予国堀江に立ち寄った際、在昌の妻は産気付き、永禄7年12月6日（ユリウス暦1565年1月3日）、男児を出産。この時の子が、のちの勘解由小路在信ではないかと考えられる。折しもこの時、ルイス・フロイスとルイス・デ・アルメイダの両者が行き違いに豊後から堺に向かう道中であり、在昌と出会い、部下を送って産後容態を悪くした在昌の妻を介抱した。在昌は信心の印として、11歳の息子メルショル（Melchior）を「神の奉仕に捧げる」すなわち修道士とする決意をした。メルショルは在昌の帰洛後も九州に留まり、天正8年（1580年）にイルマン（修道助祭）に叙階されたが、天正13年（1585年）にはイエズス会を退会し、その3～4ヵ月後に天草で何者かによって暗殺された。

### 嗣子問題
在昌が出奔した翌年の永禄8年（1565年）、在富は後継者が不在のまま、8月10日死去。嗣子がないため、土御門有春の四男・福寿丸（1553年 - 1575年・13歳）を勘解由小路在高として養子に入れて相続したが、在高は天正3年（1575年）に23歳で夭折してしまう。
これを受けて同年、有春の嗣子・有脩の子である土御門久脩が16歳で勘解由小路在綱と改姓改名して、勘解由小路家を嗣ぐことになった。
しかしそれも束の間、天正5年（1577年）1月2日、久脩（在綱）の父・土御門有脩が死亡してしまう。これに伴い、唯一の嫡子である久脩改め在綱は、同年3月26日、土御門久脩へと復姓復名し、土御門家当主を嗣いだ。これは、在昌が京に呼び戻され、勘解由小路家を嗣ぐことになったためと思われる。同年閏7月12日、在昌は従五位下に叙位されている。

### 帰洛後の活動
『御湯殿上日記』天正8年（1580年）1月24日の記事に「あきまさ」という記述が登場するのが、日本側の一次史料における在昌の初出である。同2月17日の記事には、「おんようのかみあきまさ」と記述があることから、遅くともこの時点までに在昌は陰陽頭に叙任されていたことが分かる。
天正9年（1581年）10月19日、従五位上に叙せられる。
同年、いわゆる天正十年改暦問題が起こり、翌天正10年（1582年）1月29日、在昌と土御門久脩は織田信長の居城・安土城に召され、共に京暦側の代表者として三島暦の推進者と討論した。
天正18年（1590年）4月、方広寺大仏殿（京の大仏）の着工に先立つ地鎮祭を斎行。時の天下人・豊臣秀吉に重用されていたことがうかがえる。
慶長4年（1599年）3月26日には従四位下に叙せられる。それからほどなく、慶長4年（1599年）8月、『歴名土代』によると80歳、『系図纂要』によると81歳にて没した。

### 没後
在昌の帰洛によって、勘解由小路家の相続問題は一旦は解消したと思われたが、江戸時代初期、在昌の息子と思われる勘解由小路在信の代に至って消息不明となり、賀茂氏勘解由小路家は完全に断絶した。在信に関する記録としては、在昌の記録が途絶えるのと前後して慶長3年（1598年）3月から『御湯殿上日記』に記述がみられ、慶長10年（1605年）10月11日、「勘解由小路修理大夫在信」という人物が堺にいるという『慶長日件録』の記述が最後である。
在信の記録が消えた時期と入れ替わるかのように、賀茂氏庶流で奈良を拠点とする幸徳井家が勘解由小路家に代わって暦道の家柄として台頭し、元和4年（1618年）には幸徳井友景が同家では初の陰陽頭に任ぜられた。
在昌と、その息子に当たると思われる勘解由小路在信については不明な点が多く、在昌の父・在富の代で賀茂氏勘解由小路家は実質絶家したものと見なされることが多い。

## 登場作品
ゲーム
- 鬼武者Soul　配信：2012年10月19日～2017年3月30日 - 「勘解由小路在昌」（かでのこうじ ありまさ）、「賀茂在政」（かもの ありまさ）[注 16]
- “戦国アスカZERO”. 2019年10月6日閲覧。　配信：2015年11月30日～ - 「[陰陽師]賀茂在昌」

小説
- 鳥位名久礼 (2018年4月23日). “十字架の陰陽師―キリシタン陰陽師・賀茂在昌―”. 2019年10月6日閲覧。
- 武川佑│遠輪廻（オール読物）

演劇
- 「錆色のアーマ」 -繋ぐ-[49][50]　上演：2019年6月6日～30日 - 「賀茂在昌（かも・ありまさ）」

## 官歴
『歴名土代』による。
- 天正5年（1577年） 閏7月12日：従五位下
- 天正9年（1581年） 10月19日：従五位上
- 慶長4年（1599年） 3月26日：従四位下。8月：卒去